# Yumbi (territoire)
Pour les articles homonymes, voir Yumbi.
Le territoire de Yumbi est une entité administrative déconcentrée de la province du Mai-Ndombe en république démocratique du Congo.

## Histoire
Le territoire est créé à la fin du régime Mobutu en février 1990, au moment de la création du district des Plateaux.

## Subdivisions
Le territoire est constitué de la cité de Yumbi et d'un secteur :
| Subdivision | Statut  | Notes                                                              |
| ----------- | ------- | ------------------------------------------------------------------ |
| Yumbi       | Cité    | 6 quartiers : Bolulu, Bobenda, Bokongo, Likolo, Moyi et Ntsenseke. |
| Mongama     | Secteur | 2 groupements : Banunu-Bobangi et Batende                          |

## Population
Le territoire de Yumbi est peuplé  de deux tribus bantoues :  le Peuple Nunu-bobangi ou Banunu premiers occupants et véritables autochtones, installés sur le rive du fleuve congo regroupé sur quelques villages entre autres Bongende, Bontaba, Molumbu, Nkolo et une tres grande concentration dans la cité de Yumbi; et les Tiene(Batende), arrivés plusieurs siècles après leurs riverains Nunu, chasseurs et agriculteurs occupent des villages de l'hinterland du Territoire de Yumbi notamment: Kidiki, Nganya, Kembeke, Kisaa, Makamaka, Mpee, Ngoo, Motala, Kekanyikali I, Kekanyikali II, Mpuku, Mpunyi, Mikee et Molende.

## Localité
La cité de Yumbi se situe sur la rive gauche du fleuve Congo, au sud de Lukolela, au nord de Bolobo  Cette localité regorge d'activités économiques avec notamment le marché international qui se trouve à MONKONGA, avec de nombreux articles en vente comme les denrées alimentaires, les produits de première nécessité ou les produits de beauté..
La cité de Yumbi est composée des quartiers de Nsenseke, Likolo, Bolu, Bonkongo, Monkonga, Bombenda et autres.
La cité de Yumbi a en son sein plusieurs écoles primaires et secondaires comme EP BOLINGO, SOLU, KENANO, LYCEE EBALE MBONGE, LES INSTITUTS BULUMPENGE, NGILI MAMBONGO, INSTITUT PEDA DE YUMBI (IPY), EKANDO BONGABA, INSTITUT TAMBU.....
Depuis 2011, il a été mis en place l'Institut Supérieur Pédagogique de Yumbi qui a une main-d’œuvre très qualifiée dont les enseignants viennent de Kinshasa, Mbandaka, Inongo et Yumbi.